# Лесовое (Топоровский старостинский округ)
Лесовое (укр. Лісове) — село в Бусской городской общине Золочевского района Львовской области Украины.
Население по переписи 2001 года составляло 226 человек. Занимает площадь 0,66 км². Почтовый индекс — 80520. Телефонный код — 3264.